# Nyctimus
Nyctimus là một chi nhện trong họ Thomisidae.